# 鈴木直衛
鈴木直衛（すずき・なおえ、1949年～2014年）は、日本の作庭家。玄庭園を主宰。
静岡県生まれ。

## 経歴
山形大学卒業後の1972年、京都に赴いて1980年まで加勢造園に勤務。作庭について、実地に学ぶ。1980年から1年間、京都都園の茶庭師・山本耕三に師事した。
1985年、有限会社玄庭園設立。1990年から日本庭園協会評議員。1993年には第2回日本庭園協会賞受賞。
200年以降にはカナダ、アメリカにて日本庭園の巡回指導をした。
日本庭園協会理事・静岡県支部支部長、2009年からは学校法人中央工学校非常勤講師も歴任した。2003年ワールドデザインコンペティション代表。
代表作に沼津市若山牧水記念館、東野の庭、小原邸鳥谷の庭（沼津市鳥谷）伊豆島田の庭（裾野市）外原の庭（駿東郡清水町）湧水の庭熱海の庭（静岡県熱海市）大谷山荘別館 音信（山口県長門市）函南の庭（田方郡函南町）韮山の庭（田方郡韮山町）中伊豆の庭（田方郡中伊豆町）汀渚 ばさら邸（三重県志摩市）など多数。

## 参考
- 庭 No.191(2010年01月号)
- 庭 No.109号 (1996年05月号)
- 庭 9月号 (2007年09月号)
- 庭 No.177－現代の作庭家5人の仕事 日本の庭を創る
- green mind2―楽園を創造するガーデンデザイナーたち(草土出版)
- 木は気を植える植栽作法　: 龍居庭園研究所
- 石と意志の組み合わせ石組作法　: 龍居庭園研究所　2004